# 125
| [ Edytuj tabelę ] |                                            |
| Cesarz Chin       | - 106 Han Andi 125 - 125 Han Shundi 144    |
| Władca Korei      | - 53 T’aejodae 146                         |
| Papież            | - 116 Sykstus I 125 - 125 Telesfor 136     |
| Król Partów       | - 105 Wologazes III 147 - 109 Osroes I 129 |
| Cesarz Rzymu      | - 117 Hadrian 138                          |

Rok 125 / CXXV
stulecia: I wiek ~
II wiek ~
III wiek

lata: 115 «
120 «
121 «
122 «
123 «
124 «
125
» 126
» 127
» 128
» 129
» 130
» 135

## Wydarzenia
Cesarstwo rzymskie
- Cesarz Hadrian oddał do użytku Panteon w Rzymie, wybudowany na miejscu starszej świątyni ufundowanej przez Agryppę (w 27 p.n.e.).
- Rozpoczęto budowę willi Hadriana w Tivoli.
- Spisano tzw. Papirus Rylandsa 457, uważany za najstarszy zachowany fragment Ewangelii (data przybliżona).
- Telesfor został ósmym z kolei papieżem.

## Urodzili się
- Apulejusz, rzymski pisarz i filozof (zm. ≈170).

## Zmarli
- Han Andi, cesarz Chin (ur. 94).
- Sykstus I, papież.